# کتیبه تنگ پیرزال
کتیبه تنگ پیرزال مربوط به دوره قاجار و در شهرستان چرام، بخش سرفاریاب است، روستای تنگ پیرزال، کیلومتری ۱۸ جاده دهدشت به سرفاریاب واقع شده و این اثر در تاریخ ۲۲ آبان ۱۳۸۶ با شمارهٔ ثبت ۱۹۹۴۴ به‌عنوان یکی از آثار ملی ایران به ثبت رسیده است.